# Rheumaptera cervinata
Rheumaptera cervinata är en fjärilsart som beskrevs av Jacob Hübner 1796/99. Rheumaptera cervinata ingår i släktet Rheumaptera och familjen mätare. Inga underarter finns listade.